# Etranacogene dezaparvovec
Etranacogene dezaparvovec  es una terapia génica utilizada para el tratamiento de la hemofilia B. Es una terapia génica basada en vectores de virus adenoasociados que consiste en un vector viral que porta un gen para el factor IX de coagulación. El gen se expresa en el hígado para producir la proteína Factor IX , para aumentar los niveles sanguíneos del Factor IX y, por lo tanto, limitar los episodios de sangrado.  La hemofilia B es un trastorno hemorrágico genético como resultado de niveles faltantes o insuficientes del factor IX de coagulación de la sangre, una proteína necesaria para producir coágulos de sangre para detener el sangrado. 
Las reacciones adversas más comunes incluyen elevaciones de las enzimas hepáticas, dolor de cabeza, reacciones leves relacionadas con la infusión y síntomas similares a los de la gripe. 
Se aprobó para uso médico en Estados Unidos en noviembre de 2022. Se vende  bajo la marca Hemgenix. 

## Usos médicos
Está indicado para el tratamiento de adultos con hemofilia B (deficiencia congénita del factor IX) que usan terapia de profilaxis con factor IX, o tienen hemorragia actual o histórica que pone en peligro la vida, o tienen episodios repetidos de sangrado espontáneo grave.

## Historia
La Administración de Alimentos y Medicamentos (FDA) de los EE. UU. evaluó la seguridad y la eficacia del etranacogén dezaparvovec en dos estudios de 57 hombres adultos de 18 a 75 años de edad con hemofilia B grave o moderadamente grave.  La eficacia se estableció con base en la disminución de la tasa de sangrado anualizada (ABR, por sus siglas en inglés) de los hombres.  En un estudio, que tuvo 54 participantes, los sujetos tuvieron aumentos en los niveles de actividad del factor IX, una menor necesidad de profilaxis de reemplazo de factor IX de rutina y una reducción del 54 % en la ABR en comparación con el valor inicial. 
La FDA concedió la solicitud de revisión prioritaria de etranacogén dezaparvovec , fármaco huérfano y designaciones de terapia innovadora.  En noviembre de 2022, la FDA otorgó la aprobación de Hemgenix a CSL Behring LLC. 

## Sociedad y cultura

### Economía
El coste es 3,5 millones de dólares  por dosis. El fabricante afirma que el medicamento reducirá los costos totales de atención médica porque los pacientes tendrán menos episodios de sangrado y necesitarán menos tratamientos de coagulación.